# TuS Lipine
Der Turn- und Sportverein (TuS) Lipine war ein deutsch-polnischer Fußballverein aus dem ost-oberschlesischen Lipine, der als TuS während des Zweiten Weltkriegs am deutschen Spielbetrieb teilnahm. Zuvor hatte die Stadt und mit ihr der Verein mehrfach die Staatszugehörigkeit und den Namen gewechselt. Die Stadt gehört heute zu Polen und heißt Lipiny. Auch der Verein existiert noch als polnischer Klub.

## Geschichte

### Anfänge als Gymnasiastenklub
Wahrscheinlich 1907/08 wurde im zum Deutschen Kaiserreich gehörenden Arbeiterdorf Lipine von jungen Gymnasiasten, die in umliegenden Städten das Gymnasium besuchten und dort das Fußballspiel kennengelernt hatten, die „Spielvereinigung Lipiner Gymnasiasten (SLG)“ gegründet. Dieser Schülerklub umfasste 50 bis 60 Mitglieder und spielte im Park neben der evangelischen Kirche. Die SLG konnte sich mächtiger Fürsprecher erfreuen, denn sie wurde von Herrn Beyer, dem Chef des Walzwerks gefördert. Die SLG-Mitglieder zahlten jeden Monat 50 Pfennig für die notwendigen Spielgeräte und trugen stolz das Vereinsabzeichen, die Buchstaben SLG auf dem schwarz-weiß-roten Wappen. Einem Verband war dieser Gymnasiastenklub, der – anders als es der Name vermuten lässt – auch Arbeiterjungen aufnahm, nicht angeschlossen.

### Silesia Lipine
1910 wurde aus dem Schülerklub mit Silesia der erste „ordentliche“ Fußballverein in Lipine. Die neue „Silesia“ trat bald nach ihrer Gründung dem SOFV bei und zählte bei ihrer ersten Erwähnung im DFB-Jahrbuch 1912 48 Mitglieder. Offenbar fand der Verein Sympathien bei der Gemeinde. Diese ließ 1910 zwischen Lipine und Chropaczow (Schlesiengrube) einen großen Spielplatz anlegen, „der einem fühlbaren Bedürfnis abhalf“. Auf diesem Spielplatz fand auch der Sportbetrieb des 1883 gegründeten Turnvereins Lipine statt. Auch in Wirtschaftskreisen sah man den jungen Fußballverein nicht ungern: Laut DFB-Vereinsliste 1913 war in jenem Jahr der Vorsitzende ein Generaldirektor namens F. Figiel. Aber das eigentliche Bindeglied zwischen den verschiedenen Vereinen der Lipiner Fußballgeschichte bis 1945 heißt Joseph Debernitz. Er war Mitbegründer sowie aktiver Spieler – nämlich Torhüter – der Silesia und betätigte sich von Anfang an auch auf der Funktionärsebene: zunächst Schriftführer übernahm er 1913 die Position des 1. Vorsitzenden. Diese Position hatte Debernitz nach Ende des Ersten Weltkriegs immer noch inne und jetzt sollte es, nachdem die Vorkriegszeit in dieser Hinsicht ohne besondere Vorkommnisse geblieben war, auch sportlich aufwärtsgehen. Die Silesia, die inzwischen fünf Senioren- und sechs Nachwuchsmannschaften sowie eine leichtathletische Gruppe aufbieten konnte, hatte fußballerisch Anschluss an die besten SOFV-Vereine Oberschlesiens gefunden. Aber die „Blüte“ sollte schon nach kurzer Zeit wieder enden. 

### Naprzód Lipiny
1920 war in Lipine ein polnischer Verein namens Naprzód Lipiny (=„Vorwärts Lipine“) gegründet worden, der zwei Jahre später, als Lipine polnisch geworden war, die Vorherrschaft im Ort übernahm und dies auch gleich nachdrücklich unter Beweis stellte: „Kurz nach der Abstimmung marschierte eine wohl organisierte Schar von Aufständischen aufs Spielfeld in Lipine und zeigte eindeutig, dass es aus sei mit der deutschen Silesia.“ So kam es auch kurze Zeit später: Die neue Obrigkeit sorgte für den Zusammenschluss der beiden Vereine. Und obwohl zwei Drittel der Mitgliedschaft von Silesia kam, hieß der neue Verein fortan „Naprzod“. In eigener Regie bauten Deutsche und Polen gemeinsam mit großer Begeisterung einen neuen Sportplatz. Joseph Debernitz stand weiterhin im Tor der ersten Mannschaft und blieb bis 1930 bei „Naprzod“, bevor er „aus politischen Gründen“ den Klub verließ und sich dem immer noch bestehenden deutschen Turnverein Lipine anschloss. Auf den Fußballsport musste er dort aber zunächst verzichten.
Auch ohne Debernitz entwickelte sich „Naprzod“ zu einer festen Größe im oberschlesischen und polnischen Fußballsport, auch wenn der Verein nie erstklassig war. Zwar stand er als schlesischer Meister mehrfach auf dem Sprung dorthin, scheiterte aber immer in der Aufstiegsrunde. Aber die Lipiner waren vor allem deshalb in ganz Polen bekannt, weil sie drei Nationalspieler hervorgebracht hatten, darunter Ryszard Piec, der an dem legendären 1938er WM-Spiel Polen gegen Brasilien (5:6) teilgenommen hatte. In seiner Heimatstadt war der 24fache polnische Nationalspieler der „König von Lipiny“, für den die Straßenbahnfahrer auf offener Strecke anhielten, wenn sie ihn sahen, und ihn fragten, ob er mitfahren wolle. Die beiden anderen polnischen Internationalen waren Ryszards Bruder Wilhelm Piec und Erwin Michalski.

### TuS Lipine
Im September 1939, mit Beginn des Zweiten Weltkriegs, hatten wieder die Deutschen das Sagen, was auch auf Lipines Fußballer nicht ohne schwerwiegende Auswirkungen blieb. „Naprzod“ hatte ausgedient und wurde von den deutschen Besatzern aufgelöst, dafür wieder ein deutscher Verein installiert, für den man wieder den alten Namen „Silesia“ aus der Mottenkiste kramte. Aber das gefiel den Nazis auf Dauer nicht: In ihrer Gedankenwelt waren die alten Namen gleichbedeutend mit einer Niederlage des Deutschtums gegen die Polen – immerhin waren diese Namen durch polnische ersetzt worden. So wurde schon im Oktober 1939 aus „Silesia“ der Turn- und Sportverein (TuS) Lipine. 
Der „TuS“ war der Nachfolgeverein des 1883 gegründeten Turnverein Lipine, dem in den dreißiger Jahren der Sportbetrieb von den lokalen polnischen Behörden in Lipine nahezu unmöglich gemacht worden war. Man sagte dem Verein konspirative Beziehungen zu den in Deutschland regierenden Nationalsozialisten nach – kein Wunder, hatte der Klub doch schon 1934 beschlossen, „dass sich die Mitglieder mit dem deutschen Gruß und erhobener Hand zu grüßen haben“. Aus diesem Turnverein wurde jetzt durch Angliederung zusätzlicher Sparten, darunter eine Fußballabteilung, der Turn- und Sportverein Lipine. Die Leitung der Fußballabteilung übernahm – Joseph Debernitz. 
Die in Blau und Weiß kickenden TuS-Fußballer wurden der Gauliga Oberschlesien zugeteilt, wo sie erfolgreich mitmischten. Kein Wunder, waren es doch dieselben – polnischen – Spieler, die auch schon mit „Naprzod“ Erfolge gefeiert hatten. Aber um überhaupt spielen zu dürfen, mussten Lipines Fußballer mindestens der 2. Kategorie der Volksliste angehören, was nicht ganz einfach war, weil keiner von ihnen deutsch sprach. Aber Joseph Debernitz fuhr nach Kattowitz und erledigte alle Formalitäten.

### Im Pokal-Halbfinale
1942 gelang den Lipinern der größte Erfolg der Vereinsgeschichte. Obwohl sie keineswegs schwache Gegner zugelost bekamen, erreichten sie im Tschammer-Pokal, dem Vorläufer des DFB-Pokals, das Halbfinale. Hier unterlagen die Oberschlesier allerdings in der bayerischen Hauptstadt dem TSV 1860 München mit 0:6. Trotz der hohen Niederlage wurden sie für ihr engagiertes Spiel und ihre Kampfbereitschaft in der Presse gelobt. Beim Spiel selbst hatten sie für Unmut gesorgt, weil die Spieler auf dem Platz nur polnisch miteinander sprachen.

### Nach dem Zweiten Weltkrieg
Nach dem Zweiten Weltkrieg ging es wieder als „Naprzód“ weiter, genauer als Stal-Naprzód. Denn im Zuge der Neuorganisation des polnischen Fußballs war der Klub als Werksverein der Zinkhütte „Silesia“ zugeteilt worden. Etliche der Spieler hatten Probleme, weil sie während der deutschen Besatzungszeit als Deutschen gleichgestellte Bürger erfolgreich Fußball gespielt hatten. Ryszard Piec etwa wurde sofort nach dem Einmarsch der Roten Armee verhaftet und sollte ins Internierungslager von Świętochłowice überstellt werden. Auf dem Transport dorthin gelang ihm jedoch die Flucht.
1965 war wieder einmal ein Namenswechsel fällig: Nach der Fusion mit Czarni Chropaczów hieß der Verein für vier Jahre Naprzód-Czarni Świętochłowice – Lipine war inzwischen ein Stadtteil von Świętochłowice geworden. Inzwischen in einer der untersten Klassen des polnischen Spielbetriebs, kickte man ab 1969 als GKS Świętochłowice, ab 1974 als GKS Naprzód Świętochłowice (Lipiny) und schließlich seit 2000 als ŚKS Naprzód Lipiny (Świętochłowice).